# Татарская Мушуга
Тата́рская Мушуга́ (тат. Татар Мөшегәсе) — село в Мензелинском районе Республики Татарстан, в составе Атряклинского сельского поселения.

## Этимология названия
Топоним произошел от этнонима «татар» и гидронима «Мөшегә».

## География
Село находится на реке Мушуга, в 38 км к юго-востоку от районного центра, города Мензелинска.

## История
Село основано не позднее 1621 года. В XVIII – первой половине XIX века в сословном отношении жители делились на башкир-вотчинников и тептярей. Основные занятия жителей в этот период – земледелие и скотоводство, было распространено пчеловодство.
В период Крестьянской войны 1773–1775 годов активно выступили на стороне Е.И.Пугачёва.
В «Списке населенных мест по сведениям 1870 года», изданном в 1877 году, населённый пункт упомянут как деревня Мушуга (Татарская) 1-го стана Мензелинского уезда Уфимской губернии. Располагалась при речке Мушуге, по правую сторону почтового тракта из Мензелинска в Бирск, в 31 версте от уездного города Мензелинска и в 8 верстах от становой квартиры в деревне Поисева. В деревне, в 116 дворах жили 653 человека (352 мужчины и 301 женщина, тептяри), были мечеть, училище, водяная мельница. Жители занимались земледелием, скотоводством, пчеловодством.
В начале XX века в селе функционировали мечеть (известна с 1837 года), мектеб, 3 водяные мельницы, хлебозапасный магазин, 3 бакалейные лавки. В этот период земельный надел сельской общины составлял 2483 десятины.
До 1920 года село входило в Поисевскую волость Мензелинского уезда Уфимской губернии. С 1920 года в составе Мензелинского кантона ТАССР. С 10 августа 1930 года – в Муслюмовском, с 10 февраля 1935 года – в Калининском, с 19 февраля 1944 года – в Матвеевском, с 19 ноября 1954 года – в Калининском, с 12 октября 1959 года – в Муслюмовском, с 1 февраля 1963 года в Мензелинском районах.
В 1929 году в селе образован колхоз имени Калинина. В 1931 году в селе открыта семилетняя школа.

## Население
| 1795 | 1859 | 1870 | 1884 | 1897 | 1906 | 1913 | 1920 | 1926 | 1938 | 1949 | 1958 | 1970 | 1979 | 1989 | 2002 | 2010 | 2017 |
| ---- | ---- | ---- | ---- | ---- | ---- | ---- | ---- | ---- | ---- | ---- | ---- | ---- | ---- | ---- | ---- | ---- | ---- |
| 213  | 689  | 653  | 867  | 910  | 1024 | 799  | 810  | 841  | 640  | 486  | 390  | 438  | 367  | 294  | 285  | 245  | 251  |

Национальный состав села: татары.

## Экономика
Жители работают преимущественно в крестьянских фермерских хозяйствах, агрофирме «Аняк», занимаются полеводством, мясо молочным скотоводством.

## Объекты образования, медицины и культуры
В селе действуют средняя школа, дом культуры (с 1962 года), библиотека (с 1964 года), детский сад (с 1967 года), медицинский пункт.

## Религиозные объекты
Мечеть (с 1994 года).